# Преснов Семен Андрійович
Семен Андрійович Преснов (1892, село Пурех Нижньогородської губернії, тепер Нижньогородської області, Російська Федерація — після 1955, місто Сталінабад, тепер Душанбе, Таджикистан) — радянський таджицький діяч, 1-й секретар Гармського окружного комітету КП(б) Таджикистану. Кандидат у члени Бюро ЦК КП(б) Таджикистану. Депутат Верховної ради Таджицької РСР 1—3-го скликань. 

## Біографія
Народився в родині робітника. З 1906 року наймитував.
Член РКП(б) з 1918 року.
Після 1918 року — помічник писаря, старший писар, уповноважений у військкомі при штабі військ ВЧК Київського округу.
У 1923—1925 роках — інструктор, завідувач організаційного відділу Красноградського окружного комітету КП(б)У Полтавської губернії.
У 1925—1927 роках — слухач курсів повітових партійних працівників при ЦК ВКП(б) у Москві.
У 1927—1935 роках — заступник завідувача відділу, завідувач відділу, секретар Карлівського районного комітету КП(б)У на Полтавщині.
З липня 1936 по 1937 рік — 1-й секретар Джиргатальского районного комітету КП(б) Таджикистану.
У листопаді 1937—1938 роках — секретар Організаційного бюро ЦК КП(б) Таджикистану по Гармському округу; 1-й секретар Гармського окружного комітету КП(б) Таджикистану.
У 1938—1939 роках — заступник завідувача організаційно-інструкторського відділу ЦК КП(б) Таджикистану.
У 1939—1942 роках — секретар Сталінабадського обласного комітету КП(б) Таджикистану із кадрів.
У 1942—1954 роках — завідувач організаційно-інструкторського відділу ЦК КП(б) Таджикистану.
Помер наприкінці 1950-х років у місті Сталінабаді (Душанбе).

## Нагороди
- орден Леніна
- орден Трудового Червоного Прапора
- два ордени «Знак Пошани»
- медалі